# Tallväxter
Tallväxter (Pinaceae, äldre namn Abietineae) är en familj av barrväxter som omfattar träd eller mera sällan buskar med smala, långsträckta, fyrkantiga eller tillplattade barr och skildkönade blommor. Hanblommorna har många spiralställda ståndare, som har frömjölskorn försedda med flygblåsor. Honblommorna består av spiralställda fruktblad som är kluvna i två fjäll till basen; vart och ett av dessa täcker ett nedåtvänt fröämne. Frukten är kotte. Fröna är försedda med en falsk vinge, bildad av en del av fruktbladet. Vid groningen utvecklas flera än två kranssittande hjärtblad.
Familjen är den klart största inom barrträdsdivisionen, och träd från denna familj dominerar skogarna i taigan. Många av arterna är ytterst viktiga som råvaror för sågverk och massa- och pappersindustri.

## Underfamiljer och släkten
Familjens medlemmar fördelas på tre eller fyra underfamiljer och 9 eller 10 släkten.
- Underfamilj Abietoideae
  - Ädelgranssläktet (Abies)[2]
  - Cedersläktet (Cedrus)[2]
  - Keteleeria
  - Nothotsuga
  - Hemlocksläktet (Tsuga)[2]
  - Guldlärkssläktet (Pseudolarix)
- Underfamilj Laricoideae
  - Lärkträdssläktet (Larix)[2]
  - Douglasgranssläktet (Pseudotsuga)[2]
  - Vinterlärkssläktet (Cathaya)
- Underfamilj Piceoideae
  - Gransläktet (Picea)[2]
- Underfamilj Pinoideae
  - Tallsläktet (Pinus)[2]